# بطرنة
بَطِرْنَة هي مدينة وبلدية في مقاطعة بلنسية في منطقة بلنسية في إسبانيا. تقع 5 كيلومتر (3 ميل) شمال غرب ضواحي بلنسية الداخلية وعلى الضفة اليسرى لنهر وادي الأيبض . بلغ عدد سكانها في عام 2014 67156 نسمة وهي المدينة الحادية عشرة من حيث عدد السكان في منطقة بلنسية.